# Pokal evropskih prvakov 1971/72 (hokej na ledu)
Pokal evropskih prvakov 1971/72 je sedma sezona hokejskega pokala, ki je potekal med 30. avgustom in 15. decembrom. Naslov evropskega pokalnega zmagovalca je osvojil klub CSKA Moskva, ki je v finalu premagal Brynäs IF.

## Tekme

### Prvi krog
| 1. klub              | Rezultat  | 2. klub              |
| -------------------- | --------- | -------------------- |
| SG Dynamo Weißwasser | 9:0, 6:3  | CSKA Sofija          |
| SG Cortina           | 1:3, 2:1  | HC La Chaux-de-Fonds |
| HK Jesenice          | 5:4, 4:3  | EC KAC               |
| Podhale Nowy Targ    | 5:3, 9:3  | Vålerenga            |
| Tilburg Trappers     | 4:6, 12:3 | Ferencvárosi TC      |
| EV Füssen            | b.b.      | HC Chamonix          |

### Drugi krog
| 1. klub              | Rezultat  | 2. klub     |
| -------------------- | --------- | ----------- |
| Tilburg Trappers     | 2:5, 2:13 | EV Füssen   |
| HC La Chaux-de-Fonds | 1:3, 0:7  | Brynäs IF   |
| SG Dynamo Weißwasser | 8:0, 9:5  | HK Jesenice |
| Podhale Nowy Targ    | b.b.      | Ässät Pori  |

### Četrtfinale
| 1. klub              | Rezultat  | 2. klub           |
| -------------------- | --------- | ----------------- |
| Brynäs IF            | 13:0, 5:0 | EV Füssen         |
| SG Dynamo Weißwasser | 10:0, 9:3 | Podhale Nowy Targ |

### Polfinale
| 1. klub              | Rezultat  | 2. klub       |
| -------------------- | --------- | ------------- |
| Brynäs IF            | 7:4, 6:2  | Dukla Jihlava |
| SG Dynamo Weißwasser | 1:11, 4:6 | CSKA Moskva   |

### Finale
| 1. klub   | Rezultat | 2. klub     |
| --------- | -------- | ----------- |
| Brynäs IF | 2:8, 3:8 | CSKA Moskva |